# Guillermo Perero
Guillermo Perero Manso (Valladolid, España, 31 de octubre de 1997) es un futbolista español. Actualmente juega en el Club Deportivo Lugo de Primera Federación como extremo derecho.

## Trayectoria
Se ha formado en las categorías inferiores del Club Deportivo Numancia.
El 11 de julio de 2019, llega libre al Zamora Club de Fútbol firmando por 1 temporada.
El 5 de julio de 2021, llega libre a la Asociación Deportiva Mérida firmando por 1 temporada.
El 11 de julio de 2022, firma por el Club de Fútbol Villanovense de la Segunda División RFEF.

## Clubes
| Club            | País   | Año       |
| --------------- | ------ | --------- |
| CD Numancia B   | España | 2015-2019 |
| Zamora CF       | España | 2019-2021 |
| AD Mérida       | España | 2021-2022 |
| CF Villanovense | España | 2022-2023 |
| UD Sanse        | España | 2023-2024 |
| CD Lugo         | España | 2024-??   |